# Капітал (газета)
Деловая газета «Капитал» (укр. «Ділова газета «Капітал») — всеукраїнська ділова щоденна газета, український партнер The Financial Times.
Наразі виходить російською мовою на 16 сторінках і онлайн (capital.ua). 3 березня 2014 року випуск друкованої версії призупинено.

## Історія

### Угода зFinancial Times
Випуск газети розпочато 8 квітня 2013 — після укладення засновником, видавництвом «Ділова преса країни» («ДПК груп»), ліцензійної угоди з одним із найвідоміших та найавторитетніших світових видавництв у сфері ділової преси — The Financial Times Ltd. Згідно з умовами цієї угоди, рос. «Капитал» публікує обрані матеріали «Financial Times».
|                                                                 | У Financial Times понад 80 медіа-клієнтів по всьому світу, яким надана ліцензія на публікацію певної кількості статей FT для надання міжнародного погляду на події. Ми раді мати такого клієнта як «Ділова преса країни». |
| — Каспар де Боно, управляючий директор B2B, Financial Times Ltd | |

### capital.ua
Крім друкованої версії видання, 27 серпня 2013 року видавець запустив онлайн — у формі ділового інтернет-порталу capital.ua. Керівником порталу став Петро Шевченко.

### Призупинення випуску друкованої версії
3 березня 2014 року черговий номер газети не вийшов. Компанія-видавець вирішила тимчасово призупинити випуск друкованої версії через складну внутрішньополітичну ситуацію в Україні.
|                                                        | Враховуючи обставини, що склалися в країні, компанія не може гарантувати безпеку співробітників видавництва і забезпечувати повний цикл виробництва. Зокрема, за останній місяць неодноразово виникали проблеми з друком видання та логістикою. |
| — Ілля Чудновський, директор ТОВ «Ділова преса країни» | |

## Персоналії

### Шеф-редактор
Позицію шеф-редактора (координує газету, глянцеві додатки, а також сайт capital.ua) займає Олександр Бердинських. Раніше він був шеф-редактором ІА «Українські новини», головним редактором щоденної ділової газети «Экономические известия», брав участь у створенні журналу «Деньги.UA».

### Головний редактор
Редакцію щоденної газети рос. «Капитал» очолює Олексій Непомнящий, який раніше працював в російській газеті «Ведомости», а також у видавничому домі «Коммерсантъ», журналі SmartMoney, проекті Slon.ru.

## Власники
Засновником та видавцем видання є ТОВ «Ділова преса країни». За оцінками медіаекспертів, газета «Капитал» разом із друкованим виданням «Взгляд», телеканалами Tonis, Business та БТБ (що заснований Нацбанком України) належить до неформального медіа-холдингу першого віце-прем'єра Сергія Арбузова.
Коментар щодо інформації про причетність до запуску «Капитала» колишнього голови Нацбанку Сергія Арбузова:
|                                                       | Я багато чого читав, зокрема й це теж. Підтверджувати це немає сенсу. Тут (в офісі) я його не бачив... |
| — директор ТОВ «Ділова преса країни» Ілля Чудновський | |

## Цікаві факти
Серед редакторів видання — український гурт «Хамерман знищує віруси» у повному складі.